# Mindel
El río Mindel (de la tribu celta de los vindélicos; v => m) es un corto río de Alemania, un afluente derecho del río Danubio en discurre por la región administrativa de Suabia de Baviera. Con una longitud de 75 km nace cerca de Ronsberg, al oeste de Kaufbeuren, y desemboca en el Danubio cerca de Gundremmingen.
Este río ha dado nombre a la Glaciación de Mindel.
- Datos: Q828768
- Multimedia: Mindel / Q828768